# Вирунга (национальный парк)
Вирунга (фр. Parc national des Virunga) — национальный парк на территории Демократической Республики Конго, один из старейших в Африке. Парк расположен около границы с Угандой и имеет площадь 7 800 км². Со стороны Уганды местность, прилегающая к горам Рувензори, также охраняется, там находится национальный парк «Горы Рувензори». Оба национальных парка входят в список Всемирного наследия ЮНЕСКО, причём Вирунга также внесён в список объектов, находящихся под угрозой уничтожения.

## История создания национального парка
17 октября 1902 года капитан немецкой армии в Германской Восточной Африке Оскар фон Беринге во время охоты в окрестностях вершины Сабинио застрелил крупную гориллу. До этого считалось, что ареал горилл ограничен только областью в Западной Африке, возле побережья Гвинейского залива, поэтому, учитывая удаленность Вирунга от побережья Атлантического океана, Оскар фон Беринге предположил, что убитая им обезьяна может принадлежать к новому, неизвестному науке виду горилл и послал скелет животного учёным в Германию. Немецкие анатомы, собрав полученный скелет гориллы и сравнив его со скелетом известной западной береговой гориллы, обнаружили между ними 34 морфологических различия.
В 1903 году исследователь млекопитающих Пол Мачи (Paul Matschie) описал новый подвид горилл, названный в честь своего первооткрывателя Gorilla gorilla beringei — горилла беринга.
В дальнейшем в течение почти 20 лет никто не занимался исследованием горилл в горах Вирунга. Это было связано с неопределенным политическим статусом этой территории: в конце XIX — начале XX века права на неё предъявляли сразу три европейских державы: Бельгия, Великобритания и Германия. Окончательная демаркация колониальных границ в горах Вирунга была проведена только в 1910 году. В дальнейшем исследовательской деятельности мешала Первая мировая война.
После окончания войны северо-западная часть ГВА (Руанда-Урунди) попала под управление Бельгии. На 40 лет большая часть территории гор Вирунга оказалась под контролем одного государства.

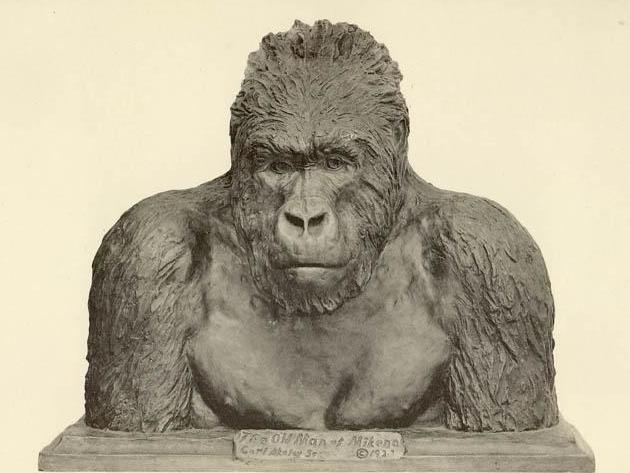
«Старый человек из Микено», бронзовый бюст горной гориллы, выполненный Карлом Эйкли

В 1921 году в горы Вирунга Американским музеем естественной истории была организована экспедиция, возглавляемая известным американским натуралистом, скульптором и таксидермистом Карлом Эйкли (англ. Carl Akeley). В числе прочего в задание Эйкли входило застрелить нескольких обезьян и изготовить из них чучела для музея. Экйли справился с этой задачей и добыл пять горилл, сделав из них великолепные чучела, однако главным итог его экспедиции заключался в другом. Выслеживая в течение нескольких месяцев горных горилл и наблюдая за их жизнью в окутанных туманом горных лесах, Карл Эйкли первым установил, что восточные гориллы живут устойчивыми семейными группами в среднем по 10 особей, состоящими из одного взрослого самца, нескольких взрослых самок и их потомства. Особо им были отмечены очень крепкие узы в группах горилл, что в потенциале делает очень трудным отлов обезьян для переправки их в зоопарки: при поимке одного животного на выручку ему приходит вся семья, так что ловцам придётся убивать его родственников. Эйкли так же определил, что плотность восточных горилл весьма невелика, а весь ареал подвида в районе Вирунга весьма невелик по площади и представляет собой склоны шести вулканов — участок длиной около 40 и шириной от 3 до 19 км. Главный же вывод, сделанный Эйкли в результате экспедиции, состоял в том, что этих красивых и очень редких животных надо спасать в дикой природе, а не делать из них чучела и экспонаты зоопарков.
В 1925 году Эйкли приехал в Бельгию с целью привлечения внимания правительства этой страны к проблеме сохранения горных горилл в естественной среде их обитания. Ему удалось убедить короля Альберта I в том, что наиболее действенным способом спасения этих редчайших животных станет организация на всей территории Вирунга заповедной зоны. Так в Африке появился первый биосферный заповедник — Национальный парк Альберта. Эйкли лично очертил границы заповедного места, включив в него всю территорию обитания горилл.
Весной 1926 года Эйкли отправляется в новую экспедицию в горы Вирунга, надеясь более подробно изучить горилл и других представителей животного мира вновь созданного национального парка. Однако осуществить задуманное Карлу не удалось, поскольку осенью того же года он заболел и 18 ноября скончался в небольшой деревеньке на окраине созданного им заповедника горилл. Умирая, Карл Эйкли завещал похоронить его там же, на «лугах Кабара» (склоне вулкана Микено) самом, по его мнению, красивом и тихом месте мира.
В 1960 году Демократическая Республика Конго обрела независимость. В 1962 году независимость получила Руанда. Национальный парк был переименован в Киву (Kivu), а в 1969 году единый природоохранный объект был разделён на национальный парк Вирунга (в Заире) и Национальный парк Вулканов (в Руанде).

## Территория парка

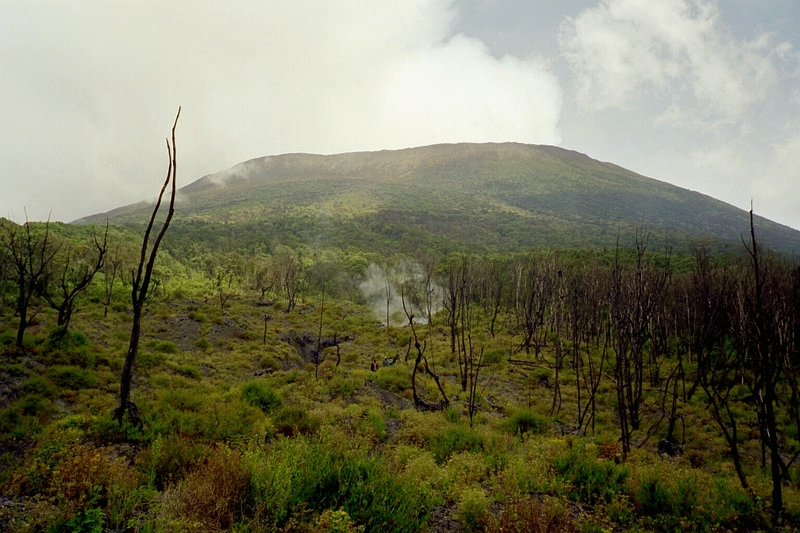
Склоны вулкана Ньирагонго

Парк расположен на западной границе Восточно-Африканской зоны разломов от озера Киву до среднего течения реки Семлики. Территория парка вытянута с севера на юг, причём можно выделить три различные части:
- на севере расположены горы Рувензори с заснеженными вершинами и долина Семлики
- в центре лежат озеро Эдуард и равнины Рвинди, Рутшуру и Ишаша.
- в южной части парка находятся лавовые плато активных вулканов Ньямлагира и Ньирагонго и другие вершины вулканического массива Вирунга.

Кроме того, в парке имеются болота и луга, травянистые и древесные саванны, низкорослые влажные леса и бамбуковые заросли.

## Животный мир и растительность

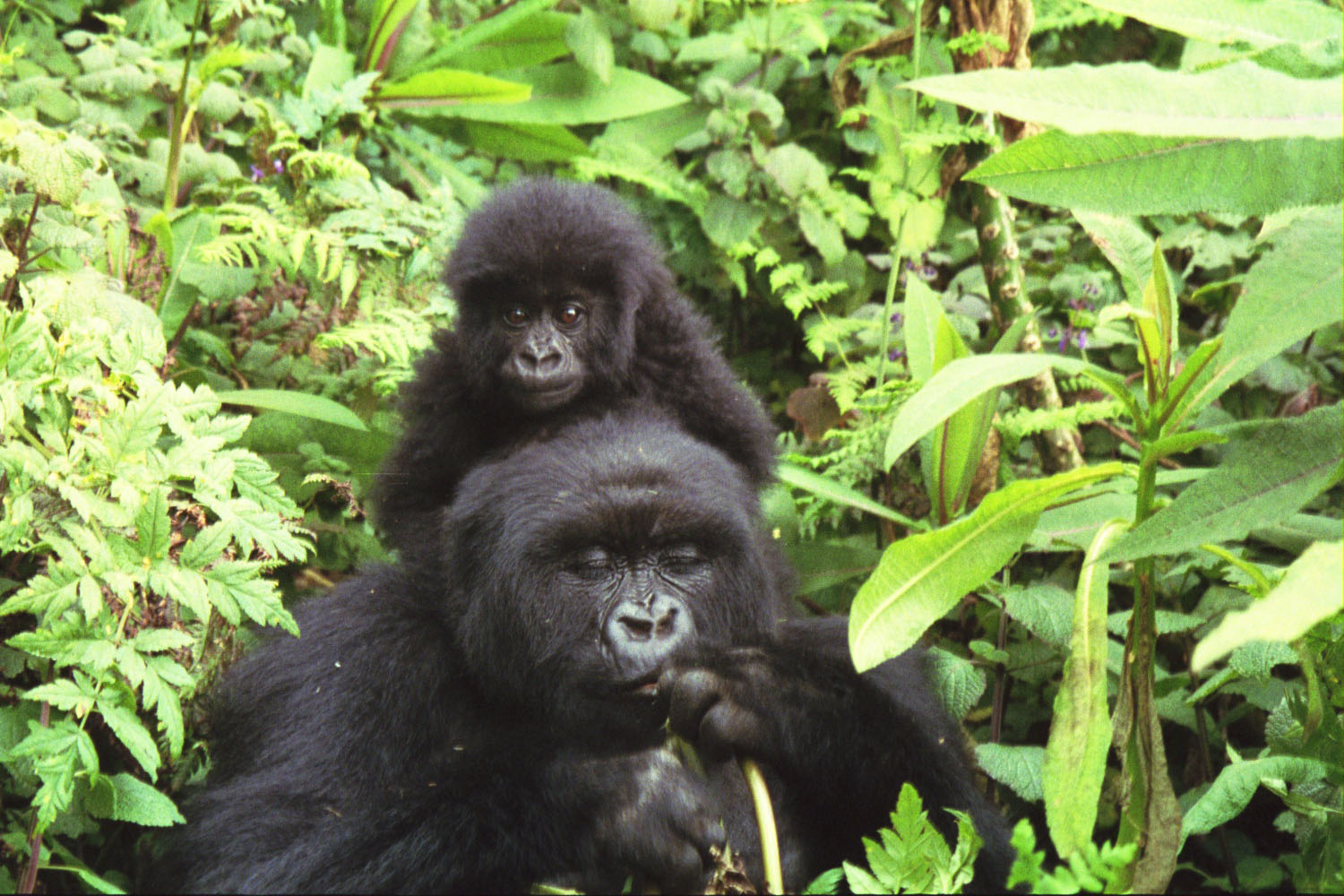
Горилла-мать и её детёныш в соседнем с Вирунга национальном парке Вулканов

Основными охраняемыми обитателями парка являются горные гориллы (Gorilla beringei beringei), находящиеся на грани исчезновения. Большой вклад в их изучение внесла Дайан Фосси, погибшая в 1985 году на территории парка, предположительно от рук браконьера. Успешные действия по сохранению вида помогли увеличить популяцию в период политической нестабильности в регионе (1994—2004 гг.). Однако новый виток военного конфликта в районе парка в конце 2008 года привёл к захвату штаба парка и к высылке его смотрителей. Браконьерство и вырубка леса для производства угля вновь поставили под вопрос будущее горилл.
До конфликта лесные районы и саванна были населены лесными слонами, буйволами, жирафами, окапи, бородавочниками, шимпанзе, различными антилопами. На берегу озера Эдуард обитают гиппопотамы, их популяция сократилась на более чем 95 % в 2006 году. Водные угодья парка охраняются в рамках Рамсарской конвенции, сюда на зимовку прилетают птицы из Сибири. Колонии птиц включают бакланов, марабу и другие виды.
Браконьерство и Итурийский конфликт нанесли серьёзный ущерб популяции диких животных. Текущее состояние (на 2009 год) биоразнообразия парка оценить сложно. С 1994 года погибло около 120 сотрудников парка в попытке защитить его от незаконной охоты и присвоения земли. Демократические силы освобождения Руанды используют территорию парка как безопасное место при атаках, как при наступлении сил под предводительством Лорана Нкунды в апреле-мае 2007 года. Территория парка была занята войсками Нкунды 26 октября 2008 год в ходе битвы за Гому.
Как видно из таблицы, за 45 лет поголовье данных видов крупных млекопитающих (кроме коба) сократилось в среднем более чем на порядок.
Численность некоторых видов млекопитающих.
| Вид           | 1959 год | 2005/06 годы |
| Бегемот       | 26530    | 887          |
| Буйвол        | 128307   | 3822         |
| Саванный слон | 3425     | 348          |
| Коб           | 11218    | 12982        |
| Водяной козёл | 2223     | 374          |
| Топи          | 5939     | 1353         |

Парк администрируется конголезским управлением национальных парков (фр. Institut Congolais pour la Conservation de la Nature, ICCN). В 2007 году ДРК и несколько других африканских стран подписали соглашение по сохранению горилл и их ареала.

### Проблема браконьерства
Охрана парка часто подвергается нападениям браконьеров: в апреле 2020 года было убито 13 рейнджеров. В январе 2021 года попали в засаду и были убиты шестеро рейнджеров. Власти обвиняют в нападении местных бандитов май-май.